# Theodor Berg (riksdagsman)
Johan Theodor Berg (i riksdagen kallad Berg i Nääs), född 17 augusti 1808 i Göteborg, död 14 mars 1895 i Skallsjö församling, Älvsborgs län, var en svensk militär, disponent, kommunalordförande i Skallsjö landskommun och riksdagsman.
Berg var son till grundaren av Nääs Fabriker, Peter Wilhelm Berg, som under Napoleonkrigen byggde upp en enorm förmögenhet. Theodor Bergs äldsta son Volrath Berg tog efter faderns död över verksamheten. Fabriksverksamheten fanns kvar i familjens ägo i över 130 år.
Theodor Berg blev löjtnant vid Västgöta-Dals regemente 1832 och var kapten där 1846–1848. Han var disponent vid Nääs Fabriker från 1854. Han var ledamot av riksdagens första kammare 1867–1876, invald i Älvsborgs läns valkrets.